# Mniszka białorzytna
Mniszka białorzytna (Lonchura striata) – gatunek małego ptaka z rodziny astryldowatych (Estrildidae), podrodziny mniszek (Lonchurinae). Występuje w południowej i południowo-wschodniej Azji. Nie jest zagrożony wyginięciem. Udomowione mniszki białorzytne znane są jako mewki japońskie.

## Taksonomia
Po raz pierwszy zgodnie z zasadami nazewnictwa binominalnego gatunek opisał Karol Linneusz w 1766 na podstawie holotypu ze Sri Lanki (błędnie wskazał lokalizację jako Borbonica insula, czyli Reunion). Opis ukazał się w 12. wydaniu Systema Naturae. Nowemu gatunkowi autor nadał nazwę Loxia striata. Obecnie (2020) Międzynarodowy Komitet Ornitologiczny umieszcza mniszkę białorzytną w rodzaju Lonchura. Wyróżnia 6 podgatunków. Ptaki z Tajwanu bywały wydzielane do podgatunku L. s. phaethontoptila, jednak zdają się nie różnić zbytnio od przedstawicieli L. s. swinhoei. Proponowany podgatunek L. s. explita uznawany jest za tożsamy z L. s. subsquamicollis.

## Podgatunki i zasięg występowania
IOC wyróżnia następujące podgatunki:
- mniszka kreskowana[3] (L. s. acuticauda) (Hodgson, 1836) – północne Indie (na wschód od Uttarakhandu), południowy Nepal po Bangladesz, Arunachal Pradesh, Mjanmę (z wyjątkiem jej południowej części), północno-zachodnią Tajlandię, północny Laos i północno-zachodni Wietnam[4]
- mniszka białorzytna[3] (L. s. striata) (Linnaeus, 1766) – zachodnie i północno-wschodnie Indie i Sri Lanka[4]
- L. s. fumigata (Walden, 1873) – Andamany[4]
- L. s. semistriata (Hume, 1874) – Nikobary[4]
- L. s. subsquamicollis (Baker, ECS, 1925) – południowa Mjanma, Tajlandia (poza północnym zachodem kraju), centralny i południowy Laos, Wietnam i Kambodża na południe po Singapur, Sumatrę i wyspę Bangka[4], północno-wschodni Wietnam, Hajnan i Tajwan[4]
- L. s. swinhoei (Cabanis, 1882) – południowe i południowo-wschodnie Chiny (na wschód od Junnanu)

Mniszki białorzytne introdukowano do Japonii.

## Morfologia
Długość ciała wynosi 11–12 cm, masa ciała 9,5–13 g. Obie płcie są do siebie podobne. Górna szczęka ciemnoszara, żuchwa srebrzysta. Pióra u nasady dzioba i gardło są niemal czarne. Pozostałe części ciała porastają głównie pióra czekoladowobrązowe, jedynie pierś i brzuch są pokryte brudnobiało-czekoladowym łuskowatym wzorem. Sterówki czarnobrązowe.

## Ekologia i zachowanie
Środowiskiem życia mniszek białorzytnych są między innymi suche obszary trawiaste lub porośnięte krzewami, skraje lasów, zarośnięte przecinki, zakrzewienia i plantacje Odnotowywane były od poziomu morza do 2000 m n.p.m. Żywią się nasionami, głównie ryżu i innych traw, w tym Eragrostis i bambusów. Pospolicie występują na nizinnych obszarach z uprawami ryżu, gdzie gniazdują również w bliskości siedlisk ludzkich.

### Lęgi
Sezon lęgowy jest długi, w Indiach i Tajlandii trwa niemal cały rok (głównie od lutego do września), podobnie na Półwyspie Malajskim, gdzie okres lęgowy trwa głównie od czerwca do sierpnia. W niewoli zniesienie liczy 1–8 jaj; w jednym z badań średnie zniesienie wyniosło 5,3 jaja. Oboje rodzice sprawują opiekę nad potomstwem.

## Status zagrożenia
IUCN uznaje mniszkę białorzytną za gatunek najmniejszej troski (LC, Least Concern) nieprzerwanie od 1988 (stan w 2024). Liczebność populacji nie została oszacowana, ale ptak ten opisywany jest jako pospolity lub lokalnie pospolity. Ze względu na brak dowodów na spadki liczebności bądź istotne zagrożenia dla gatunku BirdLife International ocenia trend liczebności populacji jako prawdopodobnie stabilny.